# Rajd Barbórka 2018
56 Rajd Barbórka – 56. edycja Rajdu Barbórki. Był to rajd samochodowy rozgrywany od 30 listopada do 1 grudnia 2018 roku. Bazą rajdu było miasto Warszawa. W rajdzie zaplanowano pięć odcinków specjalnych, ale jeden piąty, ostatni odwołano z powodu opóźnienia po wypadku, do którego doszło na trasie. Rajd po raz szósty z rzędu wygrała załoga Kajetan Kajetanowicz i Maciej Szczepaniak, którzy wygrali trzy z czterech odcinków specjalnych.

## Lista startowa[2]
Poniższa lista spośród 95 zgłoszonych zawodników obejmuje tylko wybranych zawodników startujących w rajdzie w klasie R1.
| Nr. | Zespół                   | Kierowca             | Pilot                 | Samochód                       | Klasa |
| --- | ------------------------ | -------------------- | --------------------- | ------------------------------ | ----- |
| 1   | Lotos Rally Team         | Kajetan Kajetanowicz | Maciej Szczepaniak    | Ford Fiesta WRC                | R1    |
| 2   | Mikko Hirvonen           | Mikko Hirvonen       | Jarno Ottman          | Škoda Fabia Proto              | R1    |
| 3   | Tomasz Kuchar            | Tomasz Kuchar        | Daniel Dymurski       | Peugeot 208 RX                 | R1    |
| 4   | Bryan Bouffier           | Bryan Bouffier       | Xavier Panseri        | Ford Fiesta Proto              | R1    |
| 5   | Škoda Polska Motorsport  | Mikołaj Marczyk      | Szymon Gospodarczyk   | Škoda Fabia R5                 | R1    |
| 6   | Stec Rally Rent          | Jakub Brzeziński     | Artur Obuchowski      | Ford Fiesta Proto              | R1    |
| 7   | Subaru Poland Rally Team | Marcin Słobodzian    | Grzegorz Dachowski    | Subaru Impreza STi N15         | R1    |
| 8   | Łukasz Byśkiniewicz      | Łukasz Byśkiniewicz  | Adam Jędraszek        | Hyundai i20 R5                 | R1    |
| 9   | Subaru Poland Rally Team | Wojciech Chuchała    | Sebastian Rozwadowski | Subaru Impreza STi N15         | R1    |
| 10  | Piotr Fetela             | Piotr Fetela         | Kamil Heller          | Ford Fiesta Proto              | R1    |
| 11  | Tomasz Gryc              | Tomasz Gryc          | Michał Kuśnierz       | Ford Fiesta R5                 | R1    |
| 12  | Maciej Oleksowicz        | Maciej Oleksowicz    | Marcin Sienkiewicz    | Subaru Impreza WRC S5 99 Proto | R1    |
| 14  | Michał Ratajczyk         | Michał Ratajczyk     | Jędrzej Szcześniak    | Mitsubishi Lancer Evo IX       | R1    |
| 15  | Go+Cars Atlas Ward       | Yuriy Protasov       | Vitalii Nelha         | Škoda Fabia R5                 | R1    |
| 16  | Hubert Maj               | Hubert Maj           | Magdalena Kisiel      | Ford Fiesta Proto              | R1    |

## Zwycięzcy odcinków specjalnych
| Dzień     | Numer odcinka | Nazwa odcinka       | Długość | Zwycięzca odcinka    | Samochód         | Czas             | Lider rajdu          |
| --------- | ------------- | ------------------- | ------- | -------------------- | ---------------- | ---------------- | -------------------- |
| 1 grudnia | OS1           | Autodrom BEMOWO I   | 4,20 km | Mikołaj Marczyk      | Škoda Fabia R5   | 3:09.86          | Mikołaj Marczyk      |
| 1 grudnia | OS2           | Tor MODLIN I        | 5,00 km | Kajetan Kajetanowicz | Ford Fiesta WRC  | 4:03.44          | Mikołaj Marczyk      |
| 1 grudnia | OS3           | Tor MODLIN I        | 5,00 km | Kajetan Kajetanowicz | Ford Fiesta WRC  | 4:00.87          | Kajetan Kajetanowicz |
| 1 grudnia | OS4           | Autodrom BEMOWO II  | 4,20 km | Kajetan Kajetanowicz | Ford Fiesta WRC  | 3:07.56          | Kajetan Kajetanowicz |
| 1 grudnia | OS5           | Autodrom BEMOWO III | 4,20 km | odcinek odwołany     | odcinek odwołany | odcinek odwołany | Kajetan Kajetanowicz |

## Wyniki rajdu[4]
| Miejsce | Kierowca             | Pilot                 | Samochód                       | Czas     | Strata   | Grupa Klasa |
| ------- | -------------------- | --------------------- | ------------------------------ | -------- | -------- | ----------- |
| 1       | Kajetan Kajetanowicz | Maciej Szczepaniak    | Ford Fiesta WRC                | 17:48.92 | –        | R1          |
| 2       | Mikołaj Marczyk      | Szymon Gospodarczyk   | Škoda Fabia R5                 | 17:53.10 | +4.18    | R1          |
| 3       | Łukasz Byśkiniewicz  | Adam Jędraszek        | Hyundai i20 R5                 | 18:22.51 | +33.59   | R1          |
| 4       | Michał Ratajczyk     | Jędrzej Szcześniak    | Mitsubishi Lancer Evo IX       | 18:23.58 | +34.66   | R1          |
| 5       | Tomasz Kuchar        | Daniel Dymurski       | Peugeot 208 RX                 | 18:26.50 | +37.58   | R1          |
| 6       | Wojciech Chuchała    | Sebastian Rozwadowski | Subaru Impreza STi N15         | 18:31.10 | +42.18   | R1          |
| 7       | Maciej Oleksowicz    | Marcin Sienkiewicz    | Subaru Impreza WRC S5 99 Proto | 18:36.49 | +47.57   | R1          |
| 8       | Bryan Bouffier       | Xavier Panseri        | Ford Fiesta Proto              | 18:44.43 | +55.51   | R1          |
| 9       | Jakub Brzeziński     | Artur Obuchowski      | Ford Fiesta Proto              | 18:45.58 | +56.66   | R1          |
| 10      | Rafał Grzesiński     | Mateusz Tutaj         | Ford Fiesta Proto              | 18:49.68 | +1:00.76 | R1          |

## Kryterium Asów na Karowej[5]
Odcinek specjalny na ulicy Karowej w Warszawie to zawsze ostatnia próba Rajdu Barbórki, która nie jest zaliczana do klasyfikacji generalnej. W tym roku do startu w kryterium dopuszczonych było 45 załóg.
| Miejsce | Kierowca             | Pilot                 | Samochód                       | Czas     | Strata    | Grupa Klasa |
| ------- | -------------------- | --------------------- | ------------------------------ | -------- | --------- | ----------- |
| 1       | Kajetan Kajetanowicz | Maciej Szczepaniak    | Ford Fiesta WRC                | 01:54,41 | –         | R1          |
| 2       | Mikołaj Marczyk      | Szymon Gospodarczyk   | Škoda Fabia R5                 | 01:55,38 | +00:00,97 | R1          |
| 3       | Łukasz Byśkiniewicz  | Adam Jędraszek        | Hyundai i20 R5                 | 01:58,10 | +00:03,69 | R1          |
| 4       | Maciej Oleksowicz    | Marcin Sienkiewicz    | Subaru Impreza WRC S5 99 Proto | 01:59,50 | +00:05,09 | R1          |
| 5       | Tomasz Kuchar        | Daniel Dymurski       | Peugeot 208 RX                 | 02:00,45 | +00:06,04 | R1          |
| 6       | Rafał Grzesiński     | Mateusz Tutaj         | Ford Fiesta Proto              | 02:00,63 | +00:06,22 | R1          |
| 7       | Wojciech Chuchała    | Sebastian Rozwadowski | Subaru Impreza STi N15         | 02:00,82 | +00:06,41 | R1          |
| 8       | Michał Ratajczyk     | Jędrzej Szcześniak    | Mitsubishi Lancer Evo IX       | 02:01,70 | +00:07,29 | R1          |
| 9       | Tomasz Gryc          | Michał Kuśnierz       | Ford Fiesta R5                 | 02:03,50 | +00:09,09 | R1          |
| 10      | Kacper Terlikowski   | Marcin Grabski        | Mitsubishi Lancer Evo X        | 02:03,59 | +00:09,18 | R1          |